# Otto Kanturek
Otto Kanturek (* 27. Juli 1897 in Wien; † 26. Juni 1941 bei Cawston, Norfolk, Vereinigtes Königreich) war ein österreichischer Kameramann und Filmregisseur.

## Leben
Kanturek unterzog sich einer Ausbildung an der Graphischen Lehr- und Versuchsanstalt in Wien. Nach einem Volontariat bei der Gaumont Wochenschau kam er 1912 als Kameraassistent zum Film. 1913 folgte er einem Ruf des Produzenten Erich Pommer nach Paris. Dort filmte er für die Wochenschauen der Unternehmen Pathé, Gaumont und Éclair.
1914 ging er zur Milano-Film nach Mailand, 1915 zur Sascha-Film nach Wien und zu Alexander Korda nach Budapest. 1916 wurde er eingezogen und stand in speziellen fotografischen Diensten. Noch während des Krieges gab er sein Debüt als Chefkameramann.
1920 kam er nach Berlin. In den 1920er Jahren drehte er zahlreiche Filme, darunter auch Fritz Langs Frau im Mond. Nach der „Machtergreifung“ der Nationalsozialisten 1933 verließ er Deutschland. Über Wien und Prag, wo er den Film Das Glück von Grinzing inszenierte, kam er Ende 1933 nach London.
Hier setzte er seine Arbeit als Kameramann erfolgreich fort, unter anderem mit Du bist mein Herz mit Richard Tauber. Auch als Regisseur trat er mit dem Liebesfilm The Student’s Romance erneut in Erscheinung. Er starb bei den Luftaufnahmen für den Film A Yank in the R.A.F., als eine Hawker Hurricane mit seiner Avro Anson kollidierte.

## Filmografie
- 1918: Das Leben einer Primadonna
- 1918: Wetterleuchten
- 1919: Adrian Vanderstraaten
- 1919: Fürst S. S.
- 1919: Die Rache ist mein
- 1919: Die Seele des Mörders
- 1920: Winterstürme
- 1920: Das vierte Gebot
- 1920: Die Tragödie eines Kindes
- 1920: Verkommen
- 1921: Hinter Gitterfenstern
- 1921: Fortunato
- 1921: Die Liebschaften des Hektor Dalmore
- 1921: Zu Hilfe!
- 1921: Susanne Stranzky
- 1921: Die Trommeln Asiens
- 1921: Die schwarze Pantherin
- 1922: Die Stumme von Portici
- 1922: Der Unheimliche
- 1922: Brigantenrache
- 1923: Die Madonna am Portal
- 1923: Quarantäne
- 1924: Winterstürme
- 1924: Rosenmontag
- 1924: Königsliebchen
- 1924: Dudu, ein Menschenschicksal
- 1925: O alte Burschenherrlichkeit
- 1925: Elegantes Pack
- 1925: Vater Voss
- 1925: Der Hahn im Korb
- 1925: Die Blumenfrau vom Potsdamer Platz
- 1925: Harry Hills Jagd auf den Tod
- 1926: Die Königin des Weltbades
- 1926: Überflüssige Menschen
- 1926: Das süße Mädel
- 1926: Fräulein Josette – meine Frau
- 1926: Der Provinzonkel
- 1926: Der dumme August des Zirkus Romanelli
- 1926: Das Gasthaus zur Ehe
- 1926: Der Stolz der Kompagnie
- 1926: Der Ritt in die Sonne
- 1926: Die versunkene Flotte
- 1926: Der Geiger von Florenz
- 1927: Der fröhliche Weinberg
- 1927: Der Geisterzug
- 1927: Die berühmte Frau
- 1927: Die letzte Nacht (The Queen Was in the Parlour)
- 1927: Die Bräutigame der Babette Bomberling
- 1927: Eine tolle Nacht
- 1928: Die Räuberbande
- 1928: Die Frau auf der Folter
- 1928: Die große Abenteuerin
- 1928: Mein Leben für das Deine
- 1928: Sechs Mädchen suchen Nachtquartier
- 1929: Der Würger (The Wrecker)
- 1929: Frau im Mond
- 1929: Unschuld (Die kleine Veronika)
- 1929: Das Land ohne Frauen
- 1930: Die Lindenwirtin
- 1930: Komm’ zu mir zum Rendezvous
- 1930: Kohlhiesels Töchter
- 1931: Ihre Majestät die Liebe
- 1931: Drei Tage Liebe
- 1931: … und das ist die Hauptsache!?
- 1931: Opernredoute
- 1931: Eine Nacht im Grandhotel
- 1931: 24 Stunden aus dem Leben einer Frau
- 1931: Die Abenteurerin von Tunis
- 1932: Zwei in einem Auto
- 1932: Unter falscher Flagge
- 1932: Moderne Mitgift
- 1932: Mädchen zum Heiraten
- 1932: Zwei in einem Auto
- 1932: Sehnsucht 202
- 1932: Der Orlow
- 1932: Flucht nach Nizza
- 1933: Muß man sich gleich scheiden lassen
- 1933: Ein Lied für Dich
- 1933: Großfürstin Alexandra
- 1933: Das Glück von Grinzing (nur Regie)
- 1934: Dein ist mein Herz (Blossom Time)
- 1935: Der rote Sultan (Abdul the Damned)
- 1935: The Student’s Romance (nur Regie)
- 1936: Der Bajazzo (Pagliacci)
- 1937: Let’s Make a Night of It
- 1937: Please Teacher
- 1938: Housemaster
- 1938: Hold My Hand
- 1938: Over She Goes
- 1938: Premiere
- 1939: Shipyard Sally
- 1940: Girl in the News
- 1940: Ten Days in Paris
- 1940: So This Is London
- 1940: Night Train to Munich
- 1941: A Yank in the R.A.F. (nur Luftaufnahmen)